# Aethopyga pulcherrima
Beija-flor-d'asa-metálica ou nectarínia-de-asa-metálica (Aethopyga pulcherrima) é uma espécie de ave da família Nectariniidae.
É endémica das Filipinas.
Os seus habitats naturais são: florestas subtropicais ou tropicais húmidas de baixa altitude e regiões subtropicais ou tropicais húmidas de alta altitude.